# Kamren Curl
Kamren Curl (San Diego, 3 marzo 1999) è un giocatore di football americano statunitense che milita nel ruolo di safety per i Los Angeles Rams della National Football League (NFL).

## Carriera

### Washington Football Team/Commanders
Curl al college giocò a football con gli Arkansas Razorbacks dal 2017 al 2019. Fu scelto dai Washington Redskins nel corso del settimo giro (216º assoluto) del Draft NFL 2020. Debuttò come professionista nella settimana 1 contro i Philadelphia Eagles mettendo a segno 3 tackle. La sua stagione da rookie si chiuse con 84 placcaggi, 2 sack e 3 intercetti, disputando tutte le 16 partite.

### Los Angeles Rams
Il 18 marzo 2024 Curl firmò un contratto biennale con i Los Angeles Rams.